# Trg mučenikov, Bejrut
Trg mučenikov (arabsko ساحة الشهداء Sahat al Shouhada; francosko Place des Martyrs), je zgodovinski osrednji javni trg v Bejrutu v Libanonu.
Tako kot Trg mučenikov v Damasku je poimenovan po usmrtitvah 6. maja 1916, ki jih je ukazal Džemal Paša med prvo svetovno vojno.

## Pregled
Leta 1931 je zgodovinski trg prevzel ime v spomin na mučenike, ki so bili tam usmrčeni pod osmansko oblastjo. V 1950-ih je trg postal priljubljeno prizorišče kinematografov in kavarn. Med libanonsko državljansko vojno je bil del demarkacijske črte, ki je mesto delila na pol.

## Gradnja
Mestna občina Bejrut je trg, sprva imenovan Sahat al-Burdž, leta 1878 modernizirala kot glavno zbirališče v mestu. Bešara Effendi je zasnoval vrt s fontano in kioski, nad katerim se vidi Mali Serail – sedež generalnega guvernerja Bejruta – ter javne stavbe in tržnice. Po tem je trg doživel številne preobrazbe do leta 1931, ko je prevzel ime Trg mučenikov v spomin na mučenike, ki so bili tam usmrčeni pod osmansko oblastjo, in je bil postavljen spomenik. Leta 1950 je bil Mali Serail porušen. Novi kino Rivoli je blokiral povezavo med trgom in pristaniščem. Trg mučenikov je postal bejrutska postaja avtobusov in taksijev ter priljubljeno prizorišče kinematografov, kavarn, skromnih hotelov in četrti rdečih luči. Med državljansko vojno (1975–1990) je Trg mučenikov tvoril demarkacijsko črto, ki je mesto delila na pol. Leta 2005 je bil razpisan mednarodni natečaj za načrtovanje novega trga z osjo, odprto proti morju, s čimer je Trg mučenikov ponovno postal glavni javni prostor Bejruta in srce prestolnice.

## Zgodovina
Trg mučenikov je nastal kot odprt prostor (maydan) za mestnim obzidjem. Starodavni stražni stolp Burj al-Kašef je označeval njegovo zunanjo mejo in trgu dal prvo in še vedno ohranjeno ime Sahat al-Burdž (Trg stolpa).
Leta 1773 je ruski top, postavljen blizu Burdža, povzročil spremembo imena trga v Place du Canon (Trg s topom). Leta 1860 je postal Place des Canons (Trg topov), ko so prvotne ruske topove zamenjali topovi iz francoske flote. Leta 1884 so ga poimenovali Trg Hamidiyyeh v čast sultanu Abdulu Hamidu II., nato pa je postal Trg unije in nato Trg svobode s prihodom mladoturške revolucije leta 1908. Leta 1931 je trg prevzel ime, ki ga uradno nosi še danes, Trg mučenikov, v spomin na mučenike, ki so bili tam usmrčeni pod osmansko vladavino, in spomenik mučenikov v Bejrutu.
Mestna občina Bejrut je trg, ki je bil prvič zaprt kot formalni mestni prostor v 1860-ih, leta 1878 modernizirala kot glavno zbirališče v mestu. Bešara Effendi je zasnoval vrt s fontano in kioski, nad katerim se vidi Mali Serail – sedež generalnega guvernerja Bejruta – ter javne stavbe in tržnice. Tramvaj, zgrajen leta 1906, je trg postavil v središče prometnega omrežja Bejruta. V prvih letih francoskega mandata so Duraffourd in poznejši načrti za nevarnost ustvarili Place de l'Etoile (Trg Etoile). Predlagali so rušenje Malega Seraila, da bi odprli Trg mučenikov proti morju, ambicija, ki je bila izničena. Trg je bil zanemarjen in trg Etoile je postal geografsko in upravno središče prestolnice.
Leta 1931 so ga preimenovali v Trg mučenikov po tistih, ki so bili tam usmrčeni 6. maja 1916 v zadnjih letih osmanske oblasti. Nacionalisti so bili medverska skupina, ki se je borila za avtonomijo in neodvisnost Libanona:
- Emir Aref Chehab
- Oče Joseph Hayek
- Abdul Karim al-Khalil
- Abdelwahab al-Inglizi
- Joseph Bshara Hani
- Mohammad Mahmassani
- Mahmoud Mahmassani, Mohammadov brat
- Omar Ali Nashashibi
- Omar Hamad
- Philippe El Khazen, novinar iz Jounieha v Libanonu
- Farid El Khazen, Philippov mlajši brat in tudi novinar in urednik iz Jounieha v Libanonu[2]
- Šejk Ahmad Tabbara
- Petro Paoli
- Abdel Ghani al-Arayssi, urednik časopisa al-Mufid[3]
- Muhammad Chanti, izdajatelj časopisa ad-difa'a v Jaffi.
- George Haddad, novinar in pesnik

Prvi Monument aux Martyrs so naročili francoski mandatni organi in so ga odkrili 19. decembra 1930, na dvajseto obletnico razglasitve države Veliki Libanon. Vendar pa je bil kip Youssefa Hoyeka – ki je postal znan kot Les Pleureuses ali Jokajoče ženske – po osamosvojitvi močno nepriljubljen zaradi upodobitve žalujočih krščanskih in muslimanskih mater, ki si podajata v roke nad žaro za upepelitev. Leta 1948 so ga napadli s kladivom, preden so ga leta 1953 dokončno odstranili, zdaj pa je razstavljen pred muzejem Sursock.
Zmagoslavnejši Spomenik mučenikov Marina Mazzacurattija je bil slovesno odprt leta 1960.
Leta 1950 je bil Mali Serail porušen. Novi kino Rivoli je blokiral povezavo med trgom in pristaniščem. Trg mučenikov je postal bejrutska postaja avtobusov in taksijev ter priljubljeno prizorišče kinematografov, kavarn, skromnih hotelov in četrti rdečih luči.
Med libanonsko državljansko vojno (1975-1990) je demarkacijska črta, ki je delila Bejrut na vzhodni in zahodni, potekala skozi Trg mučenikov.
Leta 2005 je bil razpisan mednarodni natečaj za načrtovanje novega trga z osjo, odprto proti morju, s čimer je Trg mučenikov ponovno postal glavni javni prostor Bejruta in srce prestolnice.
Konec leta 2019 je Trg mučenikov postal glavno žarišče protivladnih protestov.

## Galerija
- Spomenik mučenikom in mošeja Al-Amin
- Trg mučenikov ob sončnem zahodu
- Spomenik na Trgu mučenikov italijanskega kiparja Marina Mazzacuratija...
- ... je bil prvotno odprt leta 1960.
- Spominja se na obešanje medverske skupine libanonskih domoljubov...
- ... ki je leta 1916 govoril proti turški vladavini osmanskega generala Džamala Paše.
- Odločeno je bilo ohraniti sledi državljanske vojne kot spomin.
- Trg mučenikov leta 1982
- Trg mučenikov v 1960-ih